# Bychów (stacja kolejowa)
Bychów (biał. Быхаў; ros. Быхов) – stacja kolejowa w miejscowości Bychów, w rejonie bychowskim, w obwodzie mohylewskim, na Białorusi. Położona jest na linii Orsza - Mohylew - Żłobin.
Stacja istniała przed II wojną światową.